# Garage dub
Garage dub è un album di remix del gruppo musicale italiano Tre Allegri Ragazzi Morti, pubblicato il 6 dicembre 2024 da La Tempesta Dischi.

## Descrizione
Il disco è la riedizione remixata in chiave dub del precedente album del gruppo Garage Pordenone a cura di Paolo Baldini DubFiles, produttore di entrambi gli album.
L'edizione fisica del disco, sotto forma di vinile, è acquistabile solo alla mostra Tre Allegri Ragazzi Morti Expo al PAFF! Palazzo Arti Fumetto Friuli di Pordenone, aperta il 7 novembre 2024 e la cui chiusura è prevista per il 9 marzo 2025, alla quale il disco fa anche da colonna sonora ufficiale.

## Tracce
1. Ho’oponopono dub
2. La sola dubbata realtà
3. Mi piace quello che è dub
4. Jessica dub
5. Fino a quando dub
6. Dub rendez-vous
7. La nuova dubbata per me
8. Greta la bambina dub
9. L’oscena dub
10. Che cosa hai visto dub?
11. La misura del dub
12. Crocchette dub
13. La nuova canzone per me (Traccia bonus, già pubblicata come singolo, presente solo nell'edizione fisica[6])